# Медведь (телесериал)
«Медведь» (англ. The Bear) — комедийно-драматический телесериал, созданный Кристофером Сторером для Hulu. Главные роли исполнили: Джереми Аллен Уайт, Эбон Мосс-Бакрак, Айо Эдебири, Лиза Колон-Зайас и Эбби Эллиотт. Премьера сериала состоялась 23 июня 2022 года.
Сериал получил высокие оценки и завоевал множество престижных наград, включая 21 статуэтку прайм-тайм премии «Эмми», среди которых одна за «Лучший комедийный сериал», две за режиссуру для Сторера, а также две для Уайта и Мосс-Бакрака и одна для Эдебири и Колон-Зайас — в актёрских номинациях. Помимо этого, «Медведь» стал лауреатом четырёх «Золотых глобусов», включая две статуэтки для Уайта и одну для Эдебири — в актерских номинациях и «Лучший телевизионный сериал — комедия или мюзикл» в 2024 году.

## Сюжет
Молодой шеф-повар (ранее занимавшийся высокой кухней) возвращается домой в Чикаго, чтобы попытаться спасти небольшой ресторанчик (The Beef), унаследованный от умершего брата. Бизнес идёт не просто: потребнадзор находит массу нарушений, дядя-кредитор требует вернуть взятый братом долг, а старый персонал принимает все нововведения в штыки.

## В ролях

### Главная роль
- Джереми Аллен Уайт — Кармен «Карми» Берзатто, шеф-повар из Нью-Йорка (получивший несколько наград), который возвращается в Чикаго, чтобы управлять обанкротившимся рестораном своего покойного брата Майкла.
- Айо Эдебири — Сидни Адаму, талантливая, но неопытная шеф-повар, которая присоединяется к The Beef в качестве нового су-шефа.
- Эбон Мосс-Бакрак — Ричард «Ричи» Джеримович, фактический менеджер ресторана и лучший друг Майкла.
- Лайонел Бойс[англ.] — Маркус Брукс, пекарь переквалифицировавшийся в кондитера, благодаря наставничеству Карми.
- Лиза Колон-Зайас — Тина Марреро, язвительная и упрямая повар-ветеран, которая пользуется возможностью профессионального обучения.
- Эбби Эллиотт — Натали «Шугар» Берзатто, младшая сестра Карми и Майкла, вынужденная совладелица The Beef.
- Мэтти Мэтисон[англ.] — Нил Фак (в главных ролях со 2 сезона по настоящее время, 1 сезон — повторяющаяся роль), друга детства семьи Берзатто, а иногда и разнорабочего в ресторане.

### Повторяющаяся роль
- Джон Бернтал — Майкл «Майки» Берзатто, покойный брат Карми и Шугар, который покончил жизнь самоубийством за четыре месяца до начала событий сериала.
- Эдвин Ли Гибсон — Эбрахейм, сомалийский повар-ветеран в The Beef, близкий друг Тины.
- Кори Хендрикс — Гарри, официант в The Beef.
- Оливер Платт — Джимми «Цицерон» Калиновски, лучший друг покойного отца семьи Берзатто, которого все ласково называют «дядя», и ключевой инвестор ресторана.
- Хосе Сервантес — Ангел, посудомойщик в The Beef.
- Ричард Эстерас — Мэни, посудомойщик в The Beef.
- Крис Витаск[англ.] — Пити, искренний и наивный муж Натали, которого не любит большая часть семьи.
- Роберт Таунсенд — Эммануэль Адаму (2 сезон), любящий и поддерживающий отец Сидни, которому, тем не менее, трудно смириться с выбором Сидни сделать рискованную кулинарную карьеру.
- Молли Гордон — Клэр (2-3 сезоны), подруга детства семьи Берзатто, в которую Карми был влюблен в подростковом возрасте.

### Приглашённые актёры
- Эми Мортон — Нэнси Чор, скрупулезный санитарный инспектор (сезон 1, Эпизод: «Руки»).
- Молли Рингуолд — ведущая встреч на собраниях Al-Anon, которые посещает Карми (1 сезон, «Бригада»).
- Джоэл Макхейл — шеф-повар Карми в Нью-Йорке, который вел себя оскорбительно и пренебрежительно.
- Кармен Кристофер — Честер, сосед по комнате и близкий друг Маркуса, который часто посещает ресторан.
- Джейми Ли Кёртис — Донна Берзатто (сезоны 2-3), проблемная мать Карми.
- Гиллиан Джейкобс — Тиффани Джеримович (2 сезон; гостья, не указанная в титрах, 1 сезон), бывшая жена Ричи, с которой у него есть общая дочь Ева.
- Рикки Стаффиери — Теодор Фак (сезоны 2-3), брат Нила.
- Алекс Моффат[англ.] — Джош, повар линии раздачи, нанятый The Bear (2 сезон).
- Митра Джухари[англ.] — Келли, подруга Клэр.
- Маура Кидвелл — Кэрол, партнёрша Цицерона.
- Уилл Поултер — Лука, шеф-повар-кондитер, который обучает Маркуса, пока тот находится в Копенгагене (2 сезон, «Медовуха»)[7].
- Боб Оденкерк — «Дядя» Ли Лэйн, коварный бойфренд Донны и деловой партнер Цицерона (2 сезон, «Рыбы»)[8].
- Сара Полсон — Мишель Берзатто, двоюродная сестра Майкла, Карми и Натали (2 сезон, «Рыбы»).
- Джон Малейни — Стиви, парень Мишель (2 сезон, «Рыбы»).
- Оливия Колман — Шеф-повар Терри, британский шеф-повар Ever, ресторана изысканной кухни, где стажируется Ричи (2-3 сезоны).
- Сара Рамос — Джессика, метрдотель в Ever (2 сезон, «Вилка»).
- Рене Губе[англ.] — GM в Ever (2 сезон, «Вилка»).
- Джон Сина — Сэмми Фак, брат Нила и Теодора (3 сезон).
- Джош Хартнетт — Фрэнк, новый возлюбленный Тиффани (3 сезон).

## Производство
«Медведь» был выпущен на цифровой платформе Hulu (в США) и Disney+ (международный рынок) 3 августа 2022 года. Релиз в Австралии и Новой Зеландии состоялся 31 августа, в Великобритании и Ирландии — 5 октября, а в Латинской Америке — 12 октября 2022 (на стриминговом сервисе Star+). Вскоре сериал был продлён на второй сезон, выход которого состоялся 22 июня 2023 года.
Первый сезон «Медведя» стал самым просматриваемым комедийным шоу в истории FX. Второй сезон превзошёл эти показатели: его аудитория увеличилась на 70 % (за первые четыре дня трансляции). В 2024 году второй сезон «Медведя» получил в общей сложности 23 номинации на премию «Эмми», что стало рекордом для комедийных сериалов.
Съёмки третьего сезона стартовали в конце февраля 2024 года (по информации, вместе с четвёртым), в середине мая стало известно, что выход нового сезона запланирован на 27 июня. Впоследствии появилась информация, что третий сезон «Медведя» стал абсолютным рекордсменом платформы Hulu, набрав 5,4 миллиона просмотров в первые четыре дня после премьеры. Ранее ни один сериал не добивался подобных результатов на этой стриминг-платформе.
Саундтрек
Критики отдельно хвалили саундтрек сериала составленный из классики альтернативного и мейнстримового рока 1980-х, 1990-х и 2000-х годов, подобранный шоураннером Кристофером Сторером и продюсером Джошем Сеньором. Среди прочего, в «Медведе» звучат такие композиции: «Spiders (Kidsmoke)», «Impossible Germany» и «Via Chicago» Wilco (группы из Чикаго), «Let Down» Radiohead, «Saint Dominic’s Preview» Ван Моррисона, «Animal» Pearl Jam, «Chicago» Суфьяна Стивенса, «Last Train Home» Джона Мейера, «New Noise» Refused, «Saints» The Breeders, «Have You See Me Lately?» Counting Crows, «In Too Deep» Genesis, «Check It Out» Джона Мелленкампа, «Oh My Heart» R.E.M. и «Love Story» Тейлор Свифт.

## Эпизоды
| Сезон | Серии | Серии | Даты показа  | Даты показа  |
| ----- | ----- | ----- | ------------ | ------------ |
| 1     | 8     | 8     | 23 июня 2022 | 23 июня 2022 |
| 2     | 10    | 10    | 22 июня 2023 | 22 июня 2023 |
| 3     | 10    | 10    | 26 июня 2024 | 26 июня 2024 |
| 4     | 10    | 10    | 25 июня 2025 | 25 июня 2025 |

### Сезон 1 (2022)
| № | Название             | Режиссёр         | Автор сценария                  | Дата премьеры |
| --- | -------------------- | ---------------- | ------------------------------- | ------------- |
| 1 | «System» «Система»   | Кристофер Сторер | Кристофер Сторер                | 23 июня 2022  |
| Летом 2022 года обладатель премии Джеймса Бирда шеф-повар Кармен «Карми» Берзатто возвращается домой в Чикаго, чтобы управлять рестораном «Биф» на Ривер-Норт, принадлежавшим его брату Майклу, который недавно покончил жизнь самоубийством. Лучший друг брата, Ричи Джеримович, и упрямый персонал сопротивляются попыткам Карми модернизировать ресторан. Карми нанимает шеф-повара, прошедшую обучение в Кулинарном институте Америки, уроженку Чикаго Сидни Адаму, которая хочет помочь ему обновить ресторан, потому что он был любимым заведением её отца. |                      |                  |                                 |               |
| 2 | «Hands» «Руки»       | Кристофер Сторер | Кристофер Сторер                | 23 июня 2022  |
| Во флешбэке Карми работает в ресторане высокой кухни в Нью-Йорке, где его босс словесно оскорбляет его. В настоящем Карми пытается переделать меню, но сталкивается с постоянным сопротивлением персонала, который не проявляет к нему уважения. Сестра Карми, Натали «Шугар» Берзатто, пытается помочь ему, но не может найти с ним общий язык. После того как санитарный инспектор обнаруживает многочисленные проблемы с безопасностью и санитарией, ресторану присваивают рейтинг «C». Карми узнаёт, как плохо управлялся ресторан и что его брат задолжал 300 000 долларов другу их семьи Джимми (которого называют «дядя Цицерон»). Цицерон предлагает купить ресторан у Карми, который отказывается от предложения, но обещает выплатить кредит брата. Сидни хочет, чтобы ей платили как положено су-шефу. Ричи рассказывает Сидни, что Майкл не разрешал Карми работать в ресторане, когда тот был моложе, и что четыре месяца назад он выстрелил себе в голову. |                      |                  |                                 |               |
| 3 | «Brigade» «Бригада»  | Джоанна Кало     | Кристофер Сторер                | 23 июня 2022  |
| Карми посещает собрание анонимных алкоголиков, пытаясь лучше понять, как его брат боролся с зависимостью. В ресторане он вводит систему Brigade de cuisine и полагается на всё более демотивированную Сидни. После первых неудач персонал начинает вживаться в свои новые роли, особенно Маркус, страстный пекарь. Карми и Сидни ссорятся из-за того, как лучше управлять рестораном. |                      |                  |                                 |               |
| 4 | «Dogs» «Собаки»      | Кристофер Сторер | Софья Левицкая-Вайц             | 23 июня 2022  |
| Карми и Ричи устраивают детскую вечеринку в честь дня рождения Цицерона. Карми делает самодельный напиток «Экто-кулер», в который Ричи случайно подмешивает ксанакс, из-за чего дети засыпают во дворе. Когда Карми рассказывает Цицерону о ксанаксе, Цицерон отвечает, что вообще-то он и не против. Тем временем Сидни сближается с персоналом ресторана и начинает завоёвывать их уважение. Маркус увлечён приготовлением шоколадных тортов. |                      |                  |                                 |               |
| 5 | «Sheridan» «Шеридан» | Джоанна Кало     | Карен Джозеф Адкок              | 23 июня 2022  |
| Карми и Сидни решают создать новое обеденное меню, чтобы увеличить прибыль. Когда они готовятся открыть ресторан к обеду, в туалете происходит засор. Карми вызывает Фака, друга Ричи, чтобы тот починил его. Фак хочет стать сотрудником, но его собеседование с Ричи заканчивается дракой, которую разнимает Карми. Фак выясняет, что Ричи продавал кокаин в переулке за рестораном; Ричи объясняет, что это помогло бизнесу пережить пандемию COVID-19, но соглашается прекратить. Когда Маркус бросается печь коржи, перегорает предохранитель, и работа ресторана прекращается. Когда Фак сообщает Карми, что замена повреждённого конденсатора обойдётся более чем в 5 000 долларов, тот просит Ричи достать деньги, в последний раз продав кокаин. Сидни спасает положение, организовав обед на открытом воздухе с помощью самодельной установки для барбекю. |                      |                  |                                 |               |
| 6 | «Ceres» «Церера»     | Джоанна Кало     | Катрин Щетина и Рене Губе       | 23 июня 2022  |
| Сидни разрабатывает ризотто для предстоящего обеденного меню, но Карми отвергает его; Сидни всё равно подаёт его клиенту. Натали приходит в ресторан, чтобы разобраться с неуплаченными налогами, и они с Карми ищут недостающие документы. Маркус продолжает упорно работать над созданием пончиков, но обнаруживает, что отстаёт от общей работы. В ресторане шальным выстрелом выбито окно, и Ричи просит местных гангстеров выяснить, кто это сделал. Позже между бандитами завязывается потасовка, которую разнимает Сидни, предложив им остатки еды. Ричи чувствует себя брошенным и ненужным из-за успеха Сидни и вызывает полицию на бандитов. |                      |                  |                                 |               |
| 7 | «Review» «Обзор»     | Кристофер Сторер | Джоанна Кало                    | 23 июня 2022  |
| Эбрахайм читает вслух очень положительный отзыв о ресторане, в котором особенно упоминается ризотто, которое Сидни подала (неосознанно) ресторанному критику. Сына Тины отстраняют от занятий, и она приводит его в ресторан, чтобы он научился кулинарному мастерству. Перед самым обеденным перерывом команда узнаёт, что Сидни оставила активной опцию предварительного заказа на их новом ПО для заказов навынос, в результате чего заказов стало больше, чем они могут выполнить. Карми злится на Сидни и Маркуса. Сидни случайно ранит Ричи и объявляет о своём немедленном увольнении, так как Карми начинает терять границы. |                      |                  |                                 |               |
| 8 | «Braciole» «Брачола» | Кристофер Сторер | Кристофер Сторер и Джоанна Кало | 23 июня 2022  |
| Карми посещает собрание анонимных алкоголиков и рассказывает, что начал работать в ресторанном бизнесе, потому что брат не разрешал ему работать в «Биф». Маркус и Сидни встречаются в её квартире и обсуждают своё будущее после того, как они оба уволились из-за вспышки гнева Карми. В «Биф» проходит мальчишник, на котором вспыхивает драка, и Ричи арестовывают за то, что он чуть не убил гостя. Мужчина остаётся жив, а Ричи обвиняют в нападении при отягчающих обстоятельствах. Маркус возвращается на работу, и Карми извиняется. Карми случайно устраивает пожар на плите, но не предпринимает никаких действий, и другие повара тушат его. Ричи отдаёт Карми письмо, оставленное ему Майклом, в котором содержится рецепт спагетти с указанием использовать маленькие банки с помидорами, потому что они вкуснее. Карми открывает одну из банок и находит спрятанные внутри стодолларовые купюры; они закрывают ресторан на целый день, открывают все банки и находят ещё больше спрятанных денег. Сидни возвращается после того, как Карми присылает ей сообщение с извинениями и предложениями по улучшению ризотто. Карми вывешивает табличку с сообщением о том, что ресторан «Биф» закрыт и что скоро откроется новый ресторан под названием «Медведь». |                      |                  |                                 |               |

### Сезон 2 (2023)
| № | Название                | Режиссёр         | Автор сценария                     | Дата премьеры |
| --- | ----------------------- | ---------------- | ---------------------------------- | ------------- |
| 1 | «Beef» «Мясо»           | Кристофер Сторер | Кристофер Сторер                   | 22 июня 2023  |
| Карми и Сидни начинают разрабатывать меню для «Медведя» и приглашают Натали в качестве менеджера проекта по реконструкции. Нуждаясь в дополнительных средствах, они просят у Цицерона дополнительный заем в размере 500.000 долларов. Он соглашается при условии, что, если кредит не будет выплачен в течение 18 месяцев, он вступит в права собственности на недвижимость, стоимость которой оценивается в 2 миллиона долларов. Сидни просит Тину стать ее су-шефом, к вящему удовольствию Тины. «Карми», «Шугар» и Сидни планируют открыть ресторан через три месяца. |                         |                  |                                    |               |
| 2 | «Pasta» «Паста»         | Кристофер Сторер | Джоанна Кало                       | 22 июня 2023  |
| В строительстве случаются задержки, в том числе из-за обнаружения проблемы с плесенью. Сидни ужинает со своим отцом, который выражает обеспокоенность по поводу её решения открыть ресторан. Сидни отправляет Тину и Эбра в кулинарную школу. Тем временем Карми воссоединяется со своей подругой детства Клэр, которая сейчас работает ординатором в отделении неотложной помощи, но намеренно дает ей неправильный номер телефона. |                         |                  |                                    |               |
| 3 | «Sundae» «Сандей»       | Джоанна Кало     | Карен Джозеф Адкок и Катрин Щетина | 22 июня 2023  |
| Карми продолжает посещать встречи Al-Anon, на которых рассказывает о том, как ему трудно находить время для отдыха и развлечений. Они с Сидни готовят свое меню, но понимают, что им нужно отвлечься от рутины и попробовать блюда в других ресторанах. Клэр получает настоящий номер Карми по факсу и просит Карми помочь ей собрать вещи в доме ее матери. Впоследствии Карми отказывается от своих планов с Сидни, поэтому она отправляется в рестораны по всему городу, чтобы попробовать блюда. Черпая вдохновение, она также получает обратную связь от бывшей коллеги, которая подчеркивает важность наличия делового партнера, которому она может доверять. Сидни возвращается в «Медведь» и расстраивается, когда обнаруживает, что Карми принимал важные решения, не советуясь с ней. |                         |                  |                                    |               |
| 4 | «Honeydew» «Медовуха»   | Рами Юссеф       | Стэйси Амма Осей-Куффур            | 22 июня 2023  |
| За два месяца до запланированного открытия Карми узнает от Натали, что она беременна. Ричи и Фак продолжают руководить строительными работами, в то время как Сидни начинает отбор новых сотрудников. Тем временем Маркусу поручено разработать три уникальных десерта для «Медведя». Он временно покидает свою смертельно больную мать, чтобы поехать в Копенгаген учиться у Луки, опытного шефа-кондитера, и между ними быстро завязываются дружеские отношения. Лука рассказывает, что после работы с более опытным шеф-поваром он был поражен уровнем своего таланта и тем, как с тех пор он нашел лучший баланс между оттачиванием своего мастерства и пониманием жизни за пределами кухни. Маркус вдохновлен этим опытом, в то время как его чувства к Сидни растут. |                         |                  |                                    |               |
| 5 | «Pop» «Поп»             | Джоанна Кало     | Софья Левицкая-Вайц                | 22 июня 2023  |
| Сидни продолжает разрабатывать меню с помощью Тины, которая преуспевает в кулинарной школе, хотя Тина обеспокоена тем, что Эбра перестал посещать занятия. Натали убеждает Цицерона ускорить подачу заявок на получение разрешений. Клэр сопровождает Карми, чтобы он подал заявку на получение лицензии на продажу спиртных напитков, где пара сближается. Она убеждает его пойти с ней на вечеринку, где Карми понимает, что Клэр олицетворяет освобождение и наслаждение, которые он так долго искал. После вечеринки Карми ведет Клэр посмотреть ресторан и случайно натыкается на спор о том, что Ричи ворует электричество из соседнего здания. Когда ресторан опустел, Карми и Клэр впервые поцеловались. |                         |                  |                                    |               |
| 6 | «Fishes» «Рыбы»         | Кристофер Сторер | Джоанна Кало и Кристофер Сторер    | 22 июня 2023  |
| Примерно за пять лет до открытия «Медведя» Карми возвращается из Копенгагена, чтобы провести Рождество со своей семьей. Майкл и Карми предупреждают Натали, чтобы она не спрашивала их непостоянную маму Донну, «в порядке ли она». Донна, пьяная, готовит блюдо по мотивам «Праздника семи рыб». Двоюродная сестра Карми, Мишель, уговаривает его остаться с ней в Нью-Йорке и продолжить карьеру, замечая, как его тяготит семейная неурядица. Пока они ждут ужина, пьяный Майкл постоянно швыряет вилки в бывшего бойфренда Донны, Ли, на которого он обижен за то, что тот считает его неудачником. Игнорируя предупреждение своих братьев, Натали спрашивает расстроенную Донну, все ли с ней в порядке, что приводит к эмоциональному взрыву Донны. Майкл бросает в Ли еще одну вилку, когда тот возмущается поведением Донны, и едва не происходит драка, которая прерывается, когда Донна врезается на своей машине в дом. |                         |                  |                                    |               |
| 7 | «Forks» «Вилка»         | Кристофер Сторер | Алекс Расселл                      | 22 июня 2023  |
| Карми отправляет Ричи в высококлассный ресторан изысканной кухни Ever на неделю в качестве обучения. Ричи скептически относится к ресторану и раздражен тем, что ему приходится просыпаться до рассвета, чтобы тщательно вымыть вилки. Увидев, как преданно сотрудники ресторана относятся к своим клиентам, он изменил свое мнение, преисполнившись энтузиазма и научившись ускорять процесс сервировки ужина. В конце недели Ричи грустно расставаться с рестораном, и он просит о том, чтобы остаться здесь навсегда, полагая, что Карми пытается избавиться от него. Он знакомится с владелицей Терри, которая рассказывает о происхождении ресторана и о том, как она преодолевала профессиональные неудачи. Терри рассказывает, что Карми сказал ей, что верит в Ричи и его умение общаться с людьми. |                         |                  |                                    |               |
| 8 | «Bolognese» «Болоньезе» | Кристофер Сторер | Рене Губе                          | 22 июня 2023  |
| За десять дней до открытия Карми и Сидни впадают в панику из-за того, что не могут пройти проверку на пожаротушение. Эбра возвращается, примиряется с Тиной и соглашается работать в ресторане продавцом сэндвичей на вынос. Ричи возвращается с вновь обретенной целеустремленностью, а Маркус возвращается из Копенгагена с новым впечатляющим десертным меню. Ричи извиняется перед Натали за то, как он с ней обошелся, и они начинают проводить собеседования с кандидатами на место на кухне. Сидни начинает видеть в Клэр угрозу для Карми. Фак понимает, что Майкл отключил систему пожаротушения, когда пытался совершить мошенничество со страховкой, поджигая ресторан. Фак вовремя исправляет неполадку, и они проходят проверку, позволяя ресторану открыться. Карми, понимая, что любит Клэр, готовит ей ужин. |                         |                  |                                    |               |
| 9 | «Omelette» «Омлет»      | Кристофер Сторер | Джоанна Кало и Кристофер Сторер    | 22 июня 2023  |
| «Медведь» готовится к софт-лончу, только для семьи и друзей. Сидни чувствует, что ей необходимо произвести впечатление на отца. Карми начинает сомневаться в своих планах и забывает заменить ручку встроенного холодильника. Натали сообщает Карми, что пригласила их маму. Ричи и Натали видят, что ресторан полностью забронирован на две недели, но им нужно увеличить количество мест, чтобы оставаться прибыльными. Цицерон вручает Карми официальную лицензию на ведение бизнеса и предупреждает его об опасности отвлечения внимания. Карми извиняется перед Сидни за свою рассеянность и дарит ей фирменный халат шеф-повара. Подготовив команду и подготовив ресторан к запуску, команда открывает «Медведя» для бизнеса. |                         |                  |                                    |               |
| 10 | «The Bear» «Медведь»    | Кристофер Сторер | Келли Галушка                      | 22 июня 2023  |
| На семейном вечере Ричи присматривает за залом, а Сидни — за кухней. Возникает несколько проблем: в ресторане заканчиваются вилки, Сидни и Маркус вынуждены помогать, когда исчезает повар, работающий на линии, а ручка встроенного холодильника ломается, и Карми оказывается заперт внутри. Пит видит Донну на улице, которая отказывается заходить, потому что чувствует, что не заслуживает того, чтобы увидеть успех своих детей. Пит случайно рассказывает Донне о беременности Натали перед ее уходом. Запертый в холодильнике, Карми начинает ненавидеть себя и разглагольствовать о том, что его отношения с Клэр разрушили его сосредоточенность на кухне. Клэр подслушивает его и уходит в слезах. Ричи видит, как она уходит, и вступает с Карми в жаркий спор через дверцу холодильника. Карми приходит в отчаяние, когда прослушивает пропущенное голосовое сообщение от Клэр, в котором она признается ему в любви. У Сидни случается приступ паники из-за стресса на работе, и она выбегает на улицу, чтобы ее вырвало, но отец утешает ее, выражая свою гордость за нее. Маркус получает подарок от Луки из Копенгагена, но пропускает несколько звонков от опекуна своей матери. |                         |                  |                                    |               |

### Сезон 3 (2024)
| № | Название                | Режиссёр         | Автор сценария                   | Дата премьеры |
| --- | ----------------------- | ---------------- | -------------------------------- | ------------- |
| 1 | «Tomorrow» «Завтра»     | Кристофер Сторер | Кристофер Сторер и Мэтти Мэтисон | 27 июня 2024  |
| После освобождения Карми извиняется перед Сидни за то, что оставил команду, и обещает никогда больше не совершать таких ошибок. Он также оставляет Ричи сообщение с извинениями за свою тираду в холодильнике. Маркус узнает, что его мать умерла, и Сидни звонит, чтобы выразить свои соболезнования. В воспоминаниях Карми рассказывается о том, как он работал у известных шеф-поваров в различных ресторанах, в том числе у Терри в Ever вместе с Лукой, Рене Редзепи в Нома, Даниэля Булуда в Daniel и Дэвида Филдса в Empire в Нью-Йорке, где Сидни была одним из его постоянных клиентов. В это время Карми также занимается смертью Майки и последующими похоронами, за которыми, как выяснилось, Карми наблюдал из своей машины, но не смог заставить себя присутствовать. В настоящее время Карми приходит в «Медведь» пораньше и, опираясь на свой прошлый опыт работы, составляет новое меню и список «не подлежащих обсуждению» блюд, которым должен следовать ресторан. |                         |                  |                                  |               |
| 2 | «Next» «Следующий»      | Кристофер Сторер | Кристофер Сторер и Кортни Сторер | 27 июня 2024  |
| Непримиримость Карми вызывает споры среди остального персонала, особенно его решение менять меню каждый божий день. Карми говорит Сидни, что он прислал ей партнерское соглашение, чтобы официально оформить её долю в ресторане. Ричи и Карми по-прежнему в ссоре, несмотря на извинения последнего. Поддавшись на провокацию Ричи, Карми рассказывает остальным о том, что он сказал Клэр. Команда немедленно прекращает спор, когда внезапно появляется Маркус; он настаивает на том, чтобы сосредоточиться на работе, чтобы отвлечься от мыслей о смерти матери. Карми в частном порядке предлагает свою поддержку, но Маркус говорит, что он благодарен за то, что был на кухне, когда умерла его мать, чувствуя, что это то, чего бы она хотела. Он убеждает Карми привести «Медведя» к успеху. |                         |                  |                                  |               |
| 3 | «Doors» «Двери»         | Дуччио Фаббри    | Кристофер Сторер и Уилл Гуидара  | 27 июня 2024  |
| После похорон матери Маркуса команда переживает хаотичный первый месяц работы в «Медведе». Ежедневные изменения в меню Карми быстро увеличивают расходы ресторана, что злит Натали и Цицерона, в то время как Ричи пытается внедрить свой собственный набор не подлежащих обсуждению блюд, к большому огорчению Карми. Сам Карми изо всех сил старается сохранять самообладание в напряженной обстановке кухни, а Сидни часто приходится сдерживать свой темперамент. Карми и Ричи в конце концов вступают в перепалку, которая приводит к тому, что выставочные листы ресторана слетают со стола, заставляя Сидни осознать степень дисфункции кухни. |                         |                  |                                  |               |
| 4 | «Violet» «Вайолет»      | Кристофер Сторер | Кристофер Сторер                 | 27 июня 2024  |
| Сидни находит новую квартиру, несмотря на опасения ее отца, что это и дороже, и дальше от ресторана, чем жить с ним. Позже к Сидни на улице подошел постоянный представитель Ever Адам Шапиро, который рассказал, что тайком зашел в «Медведь» и понаблюдал за хаосом на кухне, похвалив при этом мастерство Сидни. У Ричи завязывается неловкий разговор с Фрэнком, женихом Тифф, заставляющий его задуматься, не смущает ли его присутствие в жизни дочери, но Натали призывает его продолжать поддерживать её. Натали получает известие, что Chicago Tribune планирует написать рецензию на «Медведя», в результате чего сотрудники понимают, что их кулинарный критик уже побывал в ресторане. |                         |                  |                                  |               |
| 5 | «Children» «Дети»       | Кристофер Сторер | Кристофер Сторер                 | 27 июня 2024  |
| Пока команда готовит ресторан к фотосъемке для рецензии, Цицерон привлекает друга семьи Николаса «Компьютера» Маршалла, чтобы тот помог ресторану сократить расходы и устранить неэффективность. Одна из его рекомендаций — уволить Маркуса или снизить ему зарплату, что Натали быстро отвергает. Команда также старается приготовить блюдо из утки, упомянутое в рецензии, ингредиентов для которого у них нет под рукой из-за ежедневных изменений в меню. Шеф-повар Терри неожиданно закрывает Ever, из-за чего Карми сомневается в будущем «Медведя». |                         |                  |                                  |               |
| 6 | «Napkins» «Салфетки»    | Айо Эдебири      | Катрин Щетина                    | 27 июня 2024  |
| За несколько лет до событий сериала Тину увольняют с её давней работы в офисе в трудный финансовый период для её семьи. Занимаясь повседневными делами, воспитывая сына Луи вместе со своим мужем Дэвидом, она посещает различные предприятия по всему Чикаго, пытаясь найти работу, и везде сталкивается с отказами. Потеряв надежду, она заходит в The Beef выпить кофе, и Ричи предлагает ей сэндвич за счет заведения. Майки замечает, что она плачет за столом, и сочувственно выслушивает её, когда они выражают соболезнования по поводу того, как мир обошелся с ними, отмечая, что они все еще находят надежду в молодом поколении: Тина выражает свое завистливое восхищение некоторыми молодыми работниками, которых она видела в поисках работы, в то время как Майки рассказывает о своих гордость за Карми. Майки предлагает ей работу рядового повара. |                         |                  |                                  |               |
| 7 | «Legacy» «Наследие»     | Джоанна Кало     | Кристофер Сторер                 | 27 июня 2024  |
| Карми посещает встречу Al-Anon, где другой участник выражает сомнения в ценности извинений из-за того, что ему приходится иметь дело с последствиями предыдущих действий извиняющегося, в то время как другой участник настаивает на том, что невысказанное извинение еще хуже. Адам рассказывает Сидни, что хочет открыть свой собственный ресторан, и предлагает ей работу в качестве своего шеф-повара, что еще больше усугубляет её нерешительность подписать соглашение с Карми. Карми делится с Маркусом своими мыслями о том, как шеф-повара определяют свое наследие, основываясь на различных ресторанах, в которых они работают. «Медведь» снова нанимает кое-кого из старых сотрудников Майки, чтобы помочь Эбре управлять окном выдачи сэндвичей, и в процессе Эбра снова находит радость в своей работе. Сидни начинает злиться на Карми за то, что тот подрывает её авторитет на кухне. Натали отправляется на базу за продуктами для ресторана, но на парковке у нее начинаются схватки. |                         |                  |                                  |               |
| 8 | «Ice Chips» «Ледышки»   | Кристофер Сторер | Джоанна Кало                     | 27 июня 2024  |
| Не имея возможности связаться с Питом или кем-либо ещё в ресторане из-за начала смены, Натали неохотно звонит своей матери, чтобы встретиться с ней в больнице. Хотя их воссоединение начинается непросто, Донна успешно помогает успокоить Натали во время схваток. В ожидании приезда Пита Донна подбадривает её рассказами о рождении Майки, Карми и её самой. Натали признается, что изначально не рассказывала Донне о своей беременности из-за страха, что семейная дисфункция передастся её ребенку; Донна выражает сожаление по поводу своего поведения и обещает, что постарается исправиться. Когда приезжает Пит, эмоционально истощенная Донна тихо выходит из больничной палаты, чтобы подождать в приемной, где её утешают Феки. |                         |                  |                                  |               |
| 9 | «Apologies» «Извинения» | Кристофер Сторер | Алекс Рассел                     | 27 июня 2024  |
| Феки призывают Карми извиниться перед Клэр, что он обдумывает, но постоянно откладывает. Карми приглашает Сидни на последний ужин ресторана Ever, который называется «похоронная служба». Сотрудники с нетерпением ждут рецензии от «Трибьюн». Цицерон предупреждает Карми, что с финансами у него туго, и ему, скорее всего, придется уйти, если результаты будут отрицательными. Ричи размышляет, стоит ли ему присутствовать на свадьбе Тифф и Фрэнки, но Тифф убеждает его сделать это. Поскольку ресторан закрыт на весь день, чтобы Карми, Сидни и Ричи могли посетить ужин, Маркус и Тина помогают друг другу экспериментировать с приготовлением собственных блюд. Сидни доставляет еду Питу и Натали и узнает от Пита, что Карми предлагает ей меньше денег и льгот в качестве партнера, чем она могла бы получить, работая на Адама. Феки навещают Клэр на её работе и умоляют её связаться с Карми, говоря, что ему очень жаль, но он слишком нервничает, чтобы поговорить с ней. |                         |                  |                                  |               |
| 10 | «Forever» «Навсегда»    | Кристофер Сторер | Кристофер Сторер                 | 27 июня 2024  |
| Карми, Сидни и Ричи присутствуют на вечере закрытия. Ричи проводит время с Гарретом и Джессикой, пока они на смене, а Карми воссоединяется с Лукой, который планирует остаться в Чикаго на несколько месяцев, чтобы навестить свою сестру. Сидни беседует с Лукой и другими известными шеф-поварами, которые делятся своими историями из прошлых кухонь, и поражается их отвращению к неработоспособной кухонной обстановке. Карми противостоит Дэвиду Филдсу и обвиняет его в том, что он подрывает его самооценку; он ехидно заявляет, что Карми должен быть благодарен ему за то, что его жестокое обращение с Карми сделало его лучшим шеф-поваром. Адам напоминает Сидни о своем предыдущем предложении, и она заявляет, что по-прежнему заинтересована в нем. Шеф-повар Терри объясняет свое решение закрыть ресторан для Карми тем, что она устала от постоянного стресса и хотела завершить карьеру на своих собственных условиях. После ужина Сидни устраивает вечеринку в своей квартире, на которой присутствуют Лука, шеф-повар Терри и сотрудники «Медведя» и Ever. Заметив старый четырехзвездочный отзыв Original Beef и подумав о том, как изменился персонал с тех пор, Сидни выбегает из своей квартиры, и у нее начинается приступ паники. Карми проверяет свой телефон и обнаруживает несколько пропущенных звонков от «Цицерона» и «Компьютера», а также рецензию «Трибьюн». |                         |                  |                                  |               |

### Сезон 4 (2025)
| №  | Название                     | Режиссёр                       | Автор сценария                  | Дата премьеры |
| -- | ---------------------------- | ------------------------------ | ------------------------------- | ------------- |
| 1  | «Groundhogs» «Завтра»        | Кристофер Сторер               | Кристофер Сторер                | 25 июня 2025  |
| 2  | «Soubise» «Субиз»            | Кристофер Сторер и Дуччо Фабри | Катрин Щетина                   | 25 июня 2025  |
| 3  | «Scallop» «Морской гребешок» | Кристофер Сторер               | Рене Губ                        | 25 июня 2025  |
| 4  | «Worms» «Черви»              | Яница Браво                    | Айо Эдебири и Лайонел Бойс      | 25 июня 2025  |
| 5  | «Replicants» «Репликанты»    | Кристофер Сторер               | Карен Дджзеф Эдкок              | 25 июня 2025  |
| 6  | «Sophie» «Софи»              | Кристофер Сторер               | Кристофер Сторер                | 25 июня 2025  |
| 7  | «Bears» «Медведи»            | Кристофер Сторер               | Джоанна Кало                    | 25 июня 2025  |
| 8  | «Green» «Зеленый»            | Кристофер Сторер               | Джоанна Кало и Кристофер Сторер | 25 июня 2025  |
| 9  | «Tonnato» «Тоннато»          | Кристофер Сторер               | Джоанна Кало и Кристофер Сторер | 25 июня 2025  |
| 10 | «Goodbye» «Прощай»           | Кристофер Сторер               | Кристофер Сторер                | 25 июня 2025  |

## Отзывы критиков
Рейтинг первого сезона на сайте-агрегаторе Rotten Tomatoes составляет 100 % со средней оценкой 8,7/10 на основе 80 обзоров. Консенсус критиков гласит: «Как искусно приготовленный сэндвич, „Медведь“ содержит идеальное сочетание ингредиентов, отлично их совмещает и дополняет в конце поджарой корочкой для дополнительного послевкусия». Оценка проекта на сайте Metacritic составляет 86 баллов из 100 на основе 112 рецензий, что приравнивается к статусу «всеобщее признание». В обзоре сайта Газета.ру отмечалось: «„Медведь“ — блюдо, состоящее из совершенно разных ингредиентов. Это и комедия о семье и профессии, и драма об аддикции и насилии, и даже поэтическая ода родному для героев Чикаго».
Второй сезон также был высоко оценён профильной прессой. Его рейтинг на сайте Rotten Tomatoes составляет 99 % со средней оценкой 9,3/10 на основе 111 обзоров. Оценка сериала на Metacritic ровна 92 из 100 (на основе 43 рецензий). По мнению Ленты.ру: «„Медведь“ теперь куда больше напоминает эдакого „Теда Лассо“ курильщика — при всем обилии ругани и жести в его основе лежат те же идеи, которые [...] только и способны спасти мир от погружения в тотальный хаос».
Рейтинг третьего сезона на сайте Rotten Tomatoes составляет 89 % со средней оценкой 7,9/10 на основе 103 обзоров (по мнению некоторых обозревателей, из-за филлера и параллельной съёмки продолжения). Консенсус критиков сайта гласит: «Установив для себя чрезвычайно высокую планку, весь третий сезон „Медведь“ источает аппетитный аромат, но так и не доходит до кондиции». Новый сезон «такой же искромётный, как и предыдущие», — отмечается на портале, «он по-прежнему притягателен и содержит насыщенные эпизоды и актёрские работы, которые настолько блестящи, что о них даже не упоминают в большинстве обзоров. Вместо этого, на данном этапе шоу, [критикам] гораздо легче найти недостатки в его топтании на месте или, наоборот, инновациях, или же в попытках повторить или превзойти себя». Оценка проекта на сайте Metacritic составляет 80 баллов из 100 на основе 45 рецензий, что приравнивается к «в целом положительному» статусу.
Классификация «Медведя» как комедии, в частности на премии «Эмми», вызвала дискуссии, учитывая драматический стиль сериала и его сосредоточенность на таких темах, как семейные травмы, самоубийство и наркотическая зависимость. В 2024 году сериал стал самым номинируемым сериалом в комедийных категориях на «Эмми» с 23 номинациями, превзойдя сериал «Студия 30», у которого в 2009 году было 22 номинации. Однако в итоге он уступил награду в номинации «Лучший комедийный сериал» третьему сезону «Хитростей», после чего обозреватель The Hollywood Reporter предположил, что среди выборщиков могла возникнуть негативная реакция из-за того, что сериал по-прежнему классифицируется как комедия.

## Награды и номинации
В списках лучших сериалов года
| 2022 |
| --- |
| - No. 1 The A.V. Club - No. 1 BBC - No. 1 Entertainment.ie - No. 1 Exclaim! - No. 1 People - No. 1 TVLine - No. 2 Complex - No. 2 Uproxx - No. 2 Vulture (Roxana Hadadi) - No. 3 Decider - No. 3 The Playlist - No. 3 ScreenCrush - No. 3 The Watch (Andy Greenwald) - No. 3 The Watch (Chris Ryan) - No. 4 Slant - No. 5 Empire - No. 5 MovieWeb - No. 5 NME - No. 5 Paste - No. 6 Adweek - No. 6 The Boston Globe - No. 6 Rolling Stone - No. 6 Vulture (Jen Chaney) - No. 9 TV Guide - No. 10 Vulture (Kathryn VanArendonk) - — The Austin Chronicle - — The Economist - — IndieWire (Proma Khosla — только новые сериалы) - — Lifehacker - — Los Angeles Times (Robert Lloyd — только новые сериалы) |

Премии
| Год  | Награда                                                   | Категория                                                                 | Номинант                                             | Результат | Ссылка        |
| ---- | --------------------------------------------------------- | ------------------------------------------------------------------------- | ---------------------------------------------------- | --------- | ------------- |
| 2022 | American Film Institute Awards                            | 10 лучших сериалов года                                                   | The Bear                                             | Победа    | [ 43 ]        |
| 2022 | Gotham Awards                                             | Лучшая актриса в новом сериале                                            | Айо Эдебири                                          | Номинация | [ 44 ]        |
| 2022 | People’s Choice Awards                                    | Любимое шоу 2022 года                                                     | The Bear                                             | Номинация | [ 45 ]        |
| 2023 | Премия «Выбор критиков»                                   | Лучший комедийный сериал                                                  | The Bear                                             | Номинация | [ 46 ]        |
| 2023 | Премия «Выбор критиков»                                   | Лучшая мужская роль в комедийном сериале                                  | Джереми Аллен Уайт                                   | Победа    | [ 46 ]        |
| 2023 | Премия «Выбор критиков»                                   | Лучшая женская роль второго плана в комедийном серале                     | Айо Эдебири                                          | Номинация | [ 46 ]        |
| 2023 | Премия «Золотой глобус»                                   | Лучший телевизионный сериал — комедия или мюзикл                          | The Bear                                             | Номинация | [ 47 ]        |
| 2023 | Премия «Золотой глобус»                                   | Лучшая мужская роль в телевизионном сериале — комедия или мюзикл          | Джереми Аллен Уайт                                   | Победа    | [ 47 ]        |
| 2023 | Премия «Независимый дух»                                  | Лучший новый сериал                                                       | The Bear                                             | Победа    | [ 48 ]        |
| 2023 | Премия «Независимый дух»                                  | Лучшая мужская/женская роль второго плана в новом сериале                 | Айо Эдебири                                          | Победа    | [ 48 ]        |
| 2023 | Премия «Независимый дух»                                  | Лучшая мужская/женская роль второго плана в новом сериале                 | Эбон Мосс-Бакрак                                     | Номинация | [ 48 ]        |
| 2023 | Премия «Спутник»                                          | Лучший драматический телесериал                                           | The Bear                                             | Номинация | [ 49 ]        |
| 2023 | Премия «Спутник»                                          | Лучшая мужская роль в драматическом телесериале                           | Джереми Аллен Уайт                                   | Номинация | [ 49 ]        |
| 2023 | Премия Австралийской академии кинематографа и телевидения | Лучший драматический телесериал                                           | The Bear                                             | Номинация | [ 50 ]        |
| 2023 | Премия Австралийской академии кинематографа и телевидения | Лучшая мужская роль в телесериале                                         | Джереми Аллен Уайт                                   | Номинация | [ 50 ]        |
| 2023 | Премия «Эмми»                                             | Лучший комедийный сериал                                                  | The Bear                                             | Победа    | [ 51 ]        |
| 2023 | Премия «Эмми»                                             | Лучшая мужская роль в комедийном телесериале                              | Джереми Аллен Уайт                                   | Победа    | [ 51 ]        |
| 2023 | Премия «Эмми»                                             | Лучшая мужская роль второго плана в комедийном телесериале                | Эбон Мосс-Бакрак                                     | Победа    | [ 51 ]        |
| 2023 | Премия «Эмми»                                             | Лучшая женская роль второго плана в комедийном телесериале                | Айо Эдебири                                          | Победа    | [ 51 ]        |
| 2023 | Премия «Эмми»                                             | Лучшая режиссура в комедийном телесериале                                 | Кристофер Сторер (за эпизод «Review»)                | Победа    | [ 51 ]        |
| 2023 | Премия «Эмми»                                             | Лучший сценарий комедийного телесериала                                   | Кристофер Сторер (за эпизод «System»)                | Победа    | [ 51 ]        |
| 2024 | Премия «Золотой глобус»                                   | Лучший телевизионный сериал — комедия или мюзикл                          | The Bear                                             | Победа    | [ 52 ]        |
| 2024 | Премия «Золотой глобус»                                   | Лучшая мужская роль в телевизионном сериале — комедия или мюзикл          | Джереми Аллен Уайт                                   | Победа    | [ 52 ]        |
| 2024 | Премия «Золотой глобус»                                   | Лучшая женская роль в телевизионном сериале — комедия или мюзикл          | Айо Эдебири                                          | Победа    | [ 52 ]        |
| 2024 | Премия «Золотой глобус»                                   | Лучшая мужская роль второго плана — телесериал, мини-сериал или телефильм | Эбон Мосс-Бакрак                                     | Номинация | [ 52 ]        |
| 2024 | Премия «Золотой глобус»                                   | Лучшая женская роль второго плана — мини-сериал, телесериал или телефильм | Эбби Эллиотт                                         | Номинация | [ 52 ]        |
| 2024 | Премия «Выбор критиков»                                   | Лучший комедийный сериал                                                  | The Bear                                             | Победа    | [ 53 ]        |
| 2024 | Премия «Выбор критиков»                                   | Лучшая мужская роль в комедийном сериале                                  | Джереми Аллен Уайт                                   | Победа    | [ 53 ]        |
| 2024 | Премия «Выбор критиков»                                   | Лучшая женская роль в комедийном сериале                                  | Айо Эдебири                                          | Победа    | [ 53 ]        |
| 2024 | Премия «Выбор критиков»                                   | Лучшая мужская роль второго плана в комедийном сериале                    | Эбон Мосс-Бакрак                                     | Победа    | [ 53 ]        |
| 2024 | Премия «Эмми»                                             | Лучший комедийный сериал                                                  | The Bear                                             | Номинация | [ 54 ] [ 55 ] |
| 2024 | Премия «Эмми»                                             | Лучшая мужская роль в комедийном телесериале                              | Джереми Аллен Уайт                                   | Победа    | [ 54 ] [ 55 ] |
| 2024 | Премия «Эмми»                                             | Лучшая женская роль в комедийном телесериале                              | Айо Эдебири                                          | Номинация | [ 54 ] [ 55 ] |
| 2024 | Премия «Эмми»                                             | Лучшая мужская роль второго плана в комедийном телесериале                | Эбон Мосс-Бакрак                                     | Победа    | [ 54 ] [ 55 ] |
| 2024 | Премия «Эмми»                                             | Лучшая мужская роль второго плана в комедийном телесериале                | Лайонел Бойс                                         | Номинация | [ 54 ] [ 55 ] |
| 2024 | Премия «Эмми»                                             | Лучшая женская роль второго плана в комедийном телесериале                | Лиза Колон-Зайас                                     | Победа    | [ 54 ] [ 55 ] |
| 2024 | Премия «Эмми»                                             | Лучшая режиссура в комедийном телесериале                                 | Кристофер Сторер (за эпизод «Fishes»)                | Победа    | [ 54 ] [ 55 ] |
| 2024 | Премия «Эмми»                                             | Лучшая режиссура в комедийном телесериале                                 | Рами Юссеф (за эпизод «Honeydew»)                    | Номинация | [ 54 ] [ 55 ] |
| 2024 | Премия «Эмми»                                             | Лучший сценарий комедийного телесериала                                   | Кристофер Сторер и Джоанна Кало (за эпизод «Fishes») | Номинация |               |
| 2024 | «Эмми» за выдающиеся творческие и технические достижения  | Лучший кастинг среди комедийных шоу                                       | The Bear                                             | Победа    | [ 56 ]        |
| 2024 | «Эмми» за выдающиеся творческие и технические достижения  | Лучший приглашённый актёр в комедийном телесериал                         | Джон Бернтал (за эпизод «Fishes»)                    | Победа    | [ 56 ]        |
| 2024 | «Эмми» за выдающиеся творческие и технические достижения  | Лучшая приглашённая актриса в комедийном телесериале                      | Джейми Ли Кёртис (за эпизод «Fishes»)                | Победа    | [ 56 ]        |
| 2025 | Премия «Золотой глобус»                                   | Лучший телевизионный сериал — комедия или мюзикл                          | The Bear                                             | Номинация | [ 57 ]        |
| 2025 | Премия «Золотой глобус»                                   | Лучшая мужская роль в телевизионном сериале — комедия или мюзикл          | Джереми Аллен Уайт                                   | Победа    | [ 57 ]        |
| 2025 | Премия «Золотой глобус»                                   | Лучшая женская роль в телевизионном сериале — комедия или мюзикл          | Айо Эдебири                                          | Номинация | [ 57 ]        |
| 2025 | Премия «Золотой глобус»                                   | Лучшая мужская роль второго плана — телесериал, мини-сериал или телефильм | Эбон Мосс-Бакрак                                     | Номинация | [ 57 ]        |
| 2025 | Премия «Золотой глобус»                                   | Лучшая женская роль второго плана — мини-сериал, телесериал или телефильм | Лиза Колон-Зайас                                     | Номинация | [ 57 ]        |